# 诗山塔
诗山塔，位于中国福建省泉州市南安市诗山镇山二村，为一个省级文物保护单位，类型为古建筑，为第五批福建省文物保护单位，公布时间为2001年1月20日。
诗山塔建于南宋宝佑四年丙辰（1256年），由高台塔座和塔身两部分构成，辉绿岩砌筑。塔座为高台，方形，石砌，高2.7米，底边长2.6米，顶端筑有护拦，上刻楷书“宝祐四年丙辰春立”，塔身4层，宝箧印经式，平面方形，高6.5米，向上逐层分收。